# Калкаски манастир
Калкаският манастир „Света Петка“ е постоянно действащ женски манастир на Българската православна църква.

## Местоположение
Манастирът е разположен в подножието на планината Голо бърдо, в покрайнините на пернишкия квартал Калкас.

## История
Калкаският манастир е основан през X – XII век. През XIV век е разрушен от турците, възстановен е през 1881 г. В днешния си вид е от 1954 г.
От 2022 година манастирът е отново постоянно действащ. Негова обитателка е монахиня Павла. В манастира се произвеждат чай, сокове и сладка. 

## Архитектура
Представлява комплекс от еднокорабна, едноапсидна, еднокуполна църква с два притвора и жилищна сграда, намиращи се на известно разстояние една от друга.

## Галерия
- Църквата
- Жилищната сграда
- Изворът
- Храмовата икона
- Надпис с историята на църквата